# 31 октомври
31 октомври е 304-тият ден в годината според григорианския календар (305-и през високосна). Остават 61 дни до края на годината.

## Събития
- 475 г. – Ромул Августул е провъзгласен за римски император.
- 802 г. – Никифор I е провъзгласен за византийски император.
- 1470 г. – Хенри VI за втори път става крал на Англия.
- 1517 г. – Реформацията: Мартин Лутер заковава списъка със своите 95 тезиса на вратата на църквата във Витенберг.
- 1815 г. – Англичанинът Хъмфри Деви патентова миньорската лампа.
- 1864 г. – Невада е призната като трийсет и шести щат на САЩ.
- 1869 г. – Основан е Български революционен централен комитет.
- 1876 г. – Огромен циклон помита Индия, в резултат на което загиват 200 000 души.
- 1888 г. – На шотландеца Джон Дънлоп е издаден патент за надуваема гума на велосипед, което по-късно влиза масово в производството на автомобили.
- 1892 г. – Артър Конан Дойл публикува Приключенията на Шерлок Холмс.
- 1918 г. – В Европа започва най-унищожителната грипна епидемия – за по-малко от година умират около 20 млн. души.
- 1919 г. – Създаден е АФК Лийдс Юнайтед.
- 1922 г. – Бенито Мусолини става министър-председател на Италия на 39-годишна възраст и установява коалиционно правителство съставено от фашисти, националисти и либерали в първите години на управлението му.
- 1941 г. – След 14 години, приключва работата по мемориала в Маунт Ръшмор.
- 1944 г. – Втората световна война: В концентрационния лагер Освиенцим е извършена последната масова екзекуция в газова камера.
- 1954 г. – В Алжир избухва въстание за национална независимост от Франция.
- 1956 г. – Суецката криза: Обединеното кралство и Франция започват да бомбардират Египет, за да предизвикат отварянето на Суецкия канал.
- 1961 г. – Балсамираното тяло на Йосиф Сталин е извадено от Мавзолея на Ленин в Москва и погребано.
- 1963 г. – В Индианаполис (САЩ) избухва изтичащ газ пропан-бутан по време на състезание по фигурно пързаляне, загиват 74 души и около 400 са ранени.
- 1979 г. – Самолетът при полет 2605 на „Уестърн Еърлайнс“ се разбива в строителна машина при кацане на грешна писта в Мексико и убива 73 души.
- 1984 г. – Министър-председателката на Индия Индира Ганди е убита от двама сикхи от охраната.
- 1985 г. – Отворена е австралийската писта от Формула 1 Adelaide Street Circuit.
- 1992 г. – Папа Йоан Павел II се произнася за реабилитирането на Галилео Галилей, осъден като еретик.
- 1994 г. – Самолетът при полет 4184 на „Американ Ийгъл“ се разбива с висока скорост в Роузлон, Индиана и убива всички 68 души на борда.
- 1996 г. – Самолетът при полет 402 на „TAM Транспортс Ейриос Ридженайс“ се разбива след излитане от Сао Пауло, Бразилия и убива всички 95 души на борда.
- 1999 г. – Самолетът при полет 990 на „ЕджиптЕър“ се разбива в Атлантическия океан близо до Нантъкет и убива всички 217 души на борда.
- 2000 г. – Самолетът при полет 006 на „Сингапур Еърлайнс“ се разбива при излитане от Тайпе и убива83 души на борда.
- 2015 г. – Самолетът при полет 9268 на „Метроджет“ е взривен над северния Синайски полуостров, умират всички 224 души на борда.

## Родени
- 1345 г. – Фернанду, крал на Португалия († 1383 г.)
- 1391 г. – Дуарте, крал на Португалия († 1438 г.)
- 1424 г. – Владислав III, крал на Полша и Унгария, велик княз на Литва († 1444 г.)
- 1620 г. – Джон Ивлин, английски писател († 1706 г.)
- 1715 г. – папа Климент XIV († 1774 г.)
- 1795 г. – Джон Кийтс, британски поет († 1821 г.)
- 1815 г. – Карл Вайерщрас, немски математик († 1897 г.)
- 1821 г. – Карел Хавличек Боровски, чешки журналист († 1856 г.)
- 1835 г. – Адолф фон Байер, германски химик, Нобелов лауреат през 1905 г. († 1917 г.)
- 1838 г. – Луиш I, крал на Португалия († 1889 г.)
- 1857 г. – Аксел Мунте, шведски лекар и мемоарист († 1949 г.)
- 1865 г. – Уилфрид Войнич, американски антиквар († 1930 г.)
- 1875 г. – Аведик Исаакян, арменски писател († 1957 г.)
- 1887 г. – Чан Кайшъ, китайски политик († 1975 г.)
- 1892 г. – Александър Алехин, руски шахматист († 1946 г.)
- 1895 г. – Базил Лидъл Харт, британски историк и стратег († 1970 г.)
- 1898 г. – Алфред Сови, френски социолог († 1990 г.)
- 1901 г. – Георги Пашев, български авиатор († 1996 г.)
- 1902 г. – Абрахам Валд, американски математик († 1950 г.)
- 1911 г. – Леон Шерток, френски психиатър († 1991 г.)
- 1920 г. – Гунар Грен, шведски футболист († 1991 г.)
- 1920 г. – Фриц Валтер, немски футболист († 2002 г.)
- 1922 г. – Анатоли Папанов, руски актьор († 1987 г.)
- 1922 г. – Нородом Сианук, крал на Камбоджа († 2012 г.)
- 1927 г. – Лий Грант, американска актриса и режисьор
- 1927 г. – Ернст Аугустин, немски писател († 2019 г.)
- 1929 г. – Бъд Спенсър, италиански актьор († 2016 г.)
- 1929 г. – Еди Чарлтън, австралийски играч на снукър († 2004 г.)
- 1930 г. – Майкъл Колинс, американски астронавт от Аполо 11 († 2021 г.)
- 1930 г. – Сотир Майноловски, български актьор († 2007 г.)
- 1934 г. – Йоан Левиев, български художник († 1994 г.)
- 1942 г. – Атанас Кюшкоски, писател от Република Македония
- 1947 г. – Херман Ван Ромпой, председател на Европейски съюз
- 1950 г. – Джон Кенди, американски актьор 1994
- 1953 г. –  Пролет Велкова, българска журналистка
- 1959 г. – Нийл Стивънсън, американски писател
- 1961 г. – Питър Джаксън, новозеландски режисьор
- 1964 г. – Марко ван Бастен, холандски футболист и треньор
- 1967 г. – Йордан Николов, български футболист
- 1968 г. – Ванила Айс, американски рап музикант
- 1975 г. – Миленита, българска певица и актриса
- 1976 г. – Пайпър Перабо, американска актриса
- 1979 г. – Симао Саброза, португалски футболист
- 1983 г. – Александър Гришчук, руски шахматист и гросмайстор
- 2000 г. – Уилоу Смит, американска певица и актриса
- 2002 г. – Ансу Фати, испански футболист

## Починали
- 1147 г. – Робърт Глостър, английски граф (* ок. 1090 г.)
- 1448 г. – Йоан VIII Палеолог, византийски император (* 1392 г.)
- 1848 г. – Стивън У. Киърни, американски военачалник (* 1794 г.)
- 1898 г. – Йосиф Ковачев, български учен и държавник (* 1839 г.)
- 1915 г. – Димитър Думбалаков, български военен и революционер (* 1872 г.)
- 1918 г. – Егон Шиле, австрийски художник (* 1890 г.)
- 1925 г. – Макс Линдер, френски актьор († 1883 г.)
- 1925 г. – Михаил Фрунзе, съветски военачалник (* 1885 г.)
- 1926 г. – Хари Худини, американски илюзионист (* 1874 г.)
- 1927 г. – Джеймс Кваст, холандско-немски пианист (* 1852 г.)
- 1939 г. – Ото Ранк, австрийски психоаналитик (* 1884 г.)
- 1951 г. – Благой Иванов, български генерал и политик (* 1898 г.)
- 1952 г. – Никола Стоицев, български учител (* 1880 г.)
- 1974 г. – Георги Богданов, български художник (* 1910 г.)
- 1984 г. – Индира Ганди, министър-председател на Индия (* 1917 г.)
- 1986 г. – Робърт Мъликен, американски физик и химик, Нобелов лауреат (* 1896 г.)
- 1987 г. – Джоузеф Камбъл, американски митолог (* 1904 г.)
- 1989 г. – Георги Парцалев, български актьор (* 1925 г.)
- 1993 г. – Ривър Финикс, американски актьор (* 1970 г.)
- 1993 г. – Федерико Фелини, италиански режисьор (* 1920 г.)
- 1996 г. – Марсел Карне, френски кинорежисьор (* 1906 г.)
- 2002 г. – Михалис Стасинопулос, президент на Гърция (* 1903 г.)
- 2006 г. – Питер Бота, бивш президент на ЮАР (* 1916 г.)
- 2011 г. – Флориан Алберт, унгарски футболист (* 1941 г.)

## Празници
- Ден на Реформацията
- Международен ден на Черно море
- Ден на правото ни на здраве и чиста околна среда
- Българска православна църква – Ден на св. Лука
- Хелоуин – (Ирландия, Канада, САЩ, Великобритания и други)
- Празник на Медицински университет (Плевен)